# Паршин, Фёдор Игнатьевич
Фёдор Игнатьевич Паршин (27 сентября 1915, Чернышковский, область Войска Донского — неизвестно) — участник Великой Отечественной войны, командир эскадрильи 128-го бомбардировочного авиационного полка 241-й бомбардировочной авиационной дивизии 3-го бомбардировочного авиационного корпуса 16-й воздушной армии 1-го Белорусского фронта, капитан. Герой Советского Союза (1944).

## Биография
Родился 27 сентября 1915 года на хуторе Чернышковский станицы Нижнечирской Второго Донского округа области Войска Донского (ныне посёлок городского типа Чернышковский Волгоградской области) в семье казака. Русский.
В 1937 году окончил Балашовскую школу пилотов гражданского воздушного флота. Работал пилотом в Краснодарском авиационном отряде.
В 1940 году был призван в ряды Красной Армии. В боях Великой Отечественной войны с июня 1941 года. Член КПСС с 1942 года.
Воевал на самолёте «СБ», а с 1942 года — на «Пе-2». В боях его самолёт был трижды подбит, сам Паршин ранен.
Участвовал в Курской битве, в ходе которой выполнил более 40 боевых вылетов на «Пе-2». Экипаж Паршина отличился при нанесении удара по орловскому авиационному узлу 6 мая 1943 года. Позже командир эскадрильи капитан Ф. И. Паршин участвовал в Бобруйской операции, в боях за плацдармы на Висле и в Висло-Одерской операции.
К июлю 1944 года совершил 210 боевых вылетов на разведку и бомбардировку аэродромов, железнодорожных станций, скоплений войск противника. В воздушных боях лично сбил два вражеских самолёта. Всего за войну майор Ф. И. Паршин совершил более 300 боевых вылетов, уничтожил большое количество живой силы и техники.
После окончания войны продолжал службу в ВВС. Окончил два курса Военно-воздушной академии. С 1950 года подполковник Ф. И. Паршин — в отставке.
Жил в абхазском городе Сухуми, где и был похоронен.

## Награды
- Указом Президиума Верховного Совета СССР от 26 октября 1944 года за образцовое выполнение боевых заданий командования по уничтожению живой силы и техники противника и проявленные при этом мужество и героизм капитану Фёдору Игнатьевичу Паршину присвоено звание Героя Советского Союза с вручением ордена Ленина и медали «Золотая Звезда» (№ 3112).
- Награждён двумя орденами Красного Знамени, орденом Александра Невского, орденом Отечественной войны 1-й степени, медалями.